# Fonologia prosódica
A Fonologia Prosódica, segundo Nespor e Vogel  , "é uma teoria de organização do enunciado em unidades fonológicas organizadas hierarquicamente". Nesta teoria, a fala é representada por um sistema em que cada constituinte da hierarquia atua como contexto de aplicação de regras e de processos fonológicos específicos. Estes constituintes não possuem uma relação de equivalência com constituintes sintáticos e morfológicos, apesar de serem formulados a partir de informações obtidas a partir destes. O que há, então, são sistemas que atuam de maneira independente/própria, mas que mantém uma relação entre si. 

## Hierarquia prosódica
A hierarquia prosódica possui sete constituintes ou domínios prosódicos, assim divididos: 
- Enunciado U
- Frase entoacional I
- Frase fonológica ɸ
- Grupo clítico C
- Palavra fonológica ω
- Pé Σ
- Sílaba σ